# Lund–Kävlinge Järnväg
Lund-Kävlinge Järnväg var en svensk enskild järnväg belägen i Skåne där banan numer ingår i Västkustbanan. Den drevs som eget järnvägsbolag 1885–1903.
År 1884 tillsatte Lund stad en kommitté som skulle undersöka möjligheterna för en genare järnvägsförbindelse mellan Lunds stad och västkusten. Enligt det ursprungliga förslaget, ansökte man om koncession för en järnväg mellan Lund och Teckomatorp, där man skulle ansluta till Landskrona & Helsingborgs Järnvägar (L&HJ). Till ansökan lämnades kostnadsförslag, plan- och profilritningar gjorda av ingenjörsfirman Wessel & Posse. Hos Kunglig Majestät fanns dock ytterligare en ansökan om koncession, för Malmö-Billesholms Järnväg (MBJ), och som hade delvis samma sträckning. Enligt regeringen var det inte önskvärt med två parallella banor och man krävde att förslagen skulle jämkas samman. Efter medling bestämdes att MBJ skulle göra en lov åt öster för att ge järnvägen från Lund en god anslutning i Kävlinge. Koncessionen beviljades för Lund - Kävlinge 26 september 1884 och den 7 februari 1885 konstituerades bolaget Lund - Kävlinge Järnväg.
Arbetet på själva banan påbörjades i juni 1885 och avslutades i början av september 1886. Troligen på grund av tvister kring stationsområdet i Kävlinge och bron över Kävlingeån fördröjdes projektet. Den 22 september 1886 öppnades järnvägen för trafik.
År 1903 övertogs Lund - Kävlinge Järnväg (LKJ) av Lund-Trelleborgs Järnväg (LTJ). År 1919 bildades bolaget Landskrona-Lund-Trelleborgs Järnväg (LLTJ). År 1940 förstatligades banan och 1960 lades linjen Lund - Trelleborg ned.